# Schistophleps lofaushanensis
Schistophleps lofaushanensis là một loài bướm đêm thuộc phân họ Arctiinae, họ Erebidae.